# Mescaleros
I Mescaleros (Mescalero Apache, originariamente Sehende e Iyutahende) sono una popolazione Apache del Sudovest americano, tra il Texas occidentale e il New Mexico sudorientale, a suo tempo presente anche nelle pianure meridionali e nel Messico settentrionale. La "tribù" è oggi riconosciuta come Apache Mescalero e risiede nella omonima riserva del Nuovo Messico, dove vivono i discendenti dei Mescaleros, ma anche molti discendenti dei Mimbreños e anche discendenti dei Chiricahuas, dei Ndendahes e dei Lipans.

## Territorio
Il confine occidentale del loro territorio era il Rio Grande, oltre il quale si estendevano le terre dei consanguinei e alleati Mimbreños (Mimbreño Apache) nel nord e le terre dei consanguinei e alleati Mogollon Bedonkohe Ndendahe e Janero e Carrizaleño Nednhi Ndendahe (gruppo meridionale Ndendahe Apache) nel sud , e quello orientale era il fiume Pecos, ma le cacce al bisonte o all'antilope, la ricerca di sale e cavalli, le incursioni di guerra sovente li portavano a spingersi molto più ad est, attraverso il territorio dei Lipans (Lipan Apache), o a nord-est, verso i domini dei loro nemici Comanche e Kiowa, ai quali ultimi erano associati i Kataka o Semat, di origine Apache. A nord, nel New Mexico, il limite del territorio mescalero coincideva col margine delle Jicarilla Mountains e, quindi, col confine meridionale del territorio degli Jicarillas (Jicarilla Apache), ma i Mescaleros si spingevano oltre per viaggi “commerciali”, giungendo a inoltrarsi nel Colorado.
A sud il loro dominio si estendeva nel Texas nord-occidentale e nelle parti settentrionali degli stati messicani di Chihuahua e Coahuila. L'area dove vivevano è montuosa con picchi che raggiungono i 3600 m. di altitudine, separati da valli e pianori; la parte settentrionale comprende ampie zone boscose e ricche di acqua, quali la Sierra Blanca e i Sacramento Mountains, e zone aride e inabitabili come le distese di gesso delle White Sands e le distese di lava del Malpais (o Lava Beds), separate dal Rio Grande dai San Andres Mountains; la parte meridionale, nel Big Bend texano, dai Guadalupe Mountains ai Limpia Mountains, appare complessivamente più aspra e inospitale, ma ricca di rifugi naturali difficilmente accessibili. Nei territori da loro occupati, fatti di pianure calde e secche e di montagne spesso aspre e di altitudine anche rilevante, il clima rigido e la brevità della stagione mite non consentivano un'attività agricola proficua.

## Economia
Questi fattori fecero sì che i Mescaleros fossero una tribù caratterizzata da una popolazione ridotta di cacciatori e raccoglitori, divisa in piccole bande nel loro territorio. Secondo Opler è probabile che ci fossero circa 2500-3000 Mescaleros intorno al 1850. Nel 1888, a seguito di ondate epidemiche e delle guerre combattute, ne rimanevano 431 saliti a 1000 nel 1981. I Mescaleros, come, in generale, tutti gli Apaches, vivevano normalmente in piccoli gruppi e nel loro caso, come nel caso degli Apaches in generale, non si può parlare di bande ben definite, essendo la formazione di queste piuttosto fluida e risentendo sensibilmente della personalità e del prestigio dei capi. L'economia Mescalero si basava sulla caccia e sulla raccolta di piante selvatiche. Nelle montagne le prede erano soprattutto i cervi, ma anche le alci e i bighorn, mentre nelle pianure i bisonti erano la principale fonte di cibo, senza escludere i conigli e le antilopi; come per gli altri Apache in generale, il pesce veniva consumato da pochi; serpenti, orsi, coyote e gufi erano evitati.
La raccolta riguardava soprattutto il mescal e l'agave, ma anche il sotol, parti dei cactus ecc.

## Abitazioni
Nelle montagne la casa aveva una struttura a cupola (wickiup) con un telaio di rami ricoperto da strati di erba e pelli. Sulle pianure era composta da pelli, talvolta costruita in forma conica sebbene di dimensioni notevolmente inferiori a quella dei tepee delle popolazioni dei Plains.
L'influenza delle pianure è evidente nel vestiario, fatto di pelli, nei mocassini bassi, dalla suola rigida e nelle acconciature, spesso coi capelli intrecciati e avvolti in nastri, ma anche nell'uso della tenda conica e del travois o nella fabbricazione di parfleches.

## Il nome
Il nome deriva dallo spagnolo e vuol dire "popolo del mescal" (Mezcaleros). Dall'arrivo dei primi Conquistadores sono stati chiamati anche Apaches de Perillo nel 1620, Apaches del Río Grande, Apaches de los Siete Rios, Faraones, Vaqueros, e, infine, Tularosa Apaches (con riferimento alla riserva assegnatagli). Nel 1726 apparve, verosimilmente come derivazione della denominazione Natahene, il nome Natagè, usato poi dai Messicani sia come sinonimo generale di Mescalero sia per indicare una sottodivisione Lipan (chiamata anche "Lipiyan", l'altra essendo denominata "Naizhan").
D'altra parte, un analogo equivoco ha fatto sì che, non essendo stata mantenuta un'autonoma riserva Mimbreño dopo la soppressione della riserva di Ojo Caliente, i Mimbreños (Mimbreño Apache, Tchihende) siano stati impropriamente classificati come Chiricahuas (Chiricahua Apache, Tsokanende), essendone, invece, storicamente distinti, e anche col nome Warm Springs, proprio della sottodivisione Mimbreño gravitante intorno a Ojo Caliente, impropriamente utilizzato anche come sinonimo di Mimbreños, inglobando anche la diversa sottodivisione Copper Mines, gravitante intorno a Pinos Altos; a volte, quindi, i Mescaleros sono stati impropriamente descritti come un sottogruppo dei Natagè o, invece, correttamente, come una divisione Apache distinta e autonoma, mentre le denominazioni Apaches de Cuartelejo e Querechos sembrano riferirsi a bande poi comprese nella divisione Jicarilla della nazione Apache.
Le bande Mescalero Apache erano geograficamente divise in Mescaleros settentrionali (Niit'a-héõde o Sierrablacas, gravitanti intorno alla Sierra Blanca, e Niit'a-héõde o Sacramentos, gravitanti intorno ai Sacramento Mountains e Organ Mountains del New Mexico sud-orientale e agli Hueco Mountains nell'estremo Texas sud-orientale) e Mescaleros meridionali (Tsehitcihéndé o Guadalupes, gravitanti intorno ai Guadalupe Mountains del Big Bend texano, e Tsehitcihéndé o Limpias, gravitanti intorno ai Limpia Mountains, poi ribattezzati Davis Mountains, del Big Bend texano.

## Nei media
I mescaleros compaiono all'inizio della storia Topolino imperatore della Calidornia, di Romano Scarpa.
Vengono citati da Salmo nella sua canzone "Don Medellin", tratta dall'omonimo singolo.
Ne "Il massacro di Fort Apache", una banda di Apache Mescaleros tende il primo agguato alla squadra del tenente O'Rourke.
Vengono citati nel lungometraggio Occhio alla penna.